# Andrena flexa
Andrena flexa là một loài Hymenoptera trong họ Andrenidae. Loài này được Malloch mô tả khoa học năm 1917.